# Chloriona stenoptera
Chloriona stenoptera är en insektsart som först beskrevs av Flor 1861.  Chloriona stenoptera ingår i släktet Chloriona och familjen sporrstritar. Inga underarter finns listade i Catalogue of Life.